# Echinogurges tuberculatus
Echinogurges tuberculatus là một loài ốc biển, là động vật thân mềm chân bụng sống ở biển thuộc họ Calliotropidae.